# 上海上影英皇
上海上影英皇文化發展有限公司（简称上影英皇、SEC）是一家影视娱乐与演艺经纪公司，是上海电影（集团）公司（简称上影集团）与香港英皇娱乐集团合资成立的一家公司。

## 公司成立
上影英皇是上影集团与英皇娱乐集团于2006年6月18日成立的一家中港合资的影视娱乐与演艺经纪公司。在第九届上海国际电影节上，上海市副市长杨晓渡和著名影星成龙共同为上影英皇揭幕。

## 影视产业
2009-2010年，上影英皇投资过亿元，制作发行电视剧《神话》（国际巨星成龙担任总监制、著名导演唐季礼担任艺术总监、胡歌、白冰、张萌、张世、李易祥、谭凯、陈紫函、丁子峻、金莎等主演）、《孽债2》（翟天临、姚笛、赵有亮、丁子峻、张默、吴竟、吴冕、纪宁、杜江等主演）、《红色电波》（郭晓冬、刘小锋、张萌、秦岚等主演）、《卧底将军》（刘小锋、韩雪、申军谊等主演）、《泡沫之夏》（黄晓明、大S、何润东）等以及一系列大制作的商业电影。
另外投资拍摄、发行的作品有2006年《白雪皑皑》、2007年中国版《大长今》的《绣娘兰馨》、2008年亿元票房电影《大灌篮》、都市心理悬疑剧《谁懂我的心》、谍战剧《蓝色档案》等等，在亚洲影视市场有不俗表现。

### 作品列表
电影
- 2005年《神话》（成龙、金喜善主演）
- 2008年《大灌篮》（周杰伦、曾志伟、王刚、蔡卓妍、陈柏霖、陈楚河等主演）

电视剧
- 2007年《绣娘兰馨》（ 秦岚、 李宗翰、吕颂贤等主演）
- 2007年《谁懂我的心》（童　蕾、郭晓冬、朱泳腾、杨　雪、刘莉莉、张萌等主演）
- 2008年《蓝色档案》（刘小锋、曾黎、张萌、朱泳腾、保剑锋等主演）
- 2008年《卧底将军》（刘小锋、韩雪、申军谊等主演）
- 2009年《神话》（国际巨星成龙担任总监制、著名导演唐季礼担任艺术总监、胡歌、白冰等主演）
- 2009年《孽债2》（姚笛、赵有亮、张默等主演）
- 2009年《红色电波》（刘小锋、郭晓冬、秦岚等主演）
- 2009年《泡沫之夏》（黄晓明、大S、何润东等主演）
- 2009年《苦咖啡》（胡歌、白冰、左小青、韩 栋等主演）
- 2010年《唐琅探案》（霍建华、张萌、黄觉、曾黎、霍思燕、金莎等主演）

## 旗下艺人
- 韩雪（2009年6月13日签约，成为上影英皇第一个签约艺人）。
- 张萌

## 相关公司
- 上影集团
- 英皇娱乐
- 上影寰亚